# Histoire de Vitré

Blason de Vitré (Ille-et-Vilaine).

L’histoire de Vitré, la question des origines de la ville, de son développement, de ses fortifications et de son évolution au cours de la période médiévale puis moderne ont passionné les érudits et les chercheurs. Vitré (dont le nom gallo est Vitrë et le nom breton Gwitreg depuis le XXe siècle) fait ainsi l'objet de nombreux travaux historiques depuis Arthur de La Borderie qui jette les bases d'une historiographie vitréenne encore tenace.

## Les origines

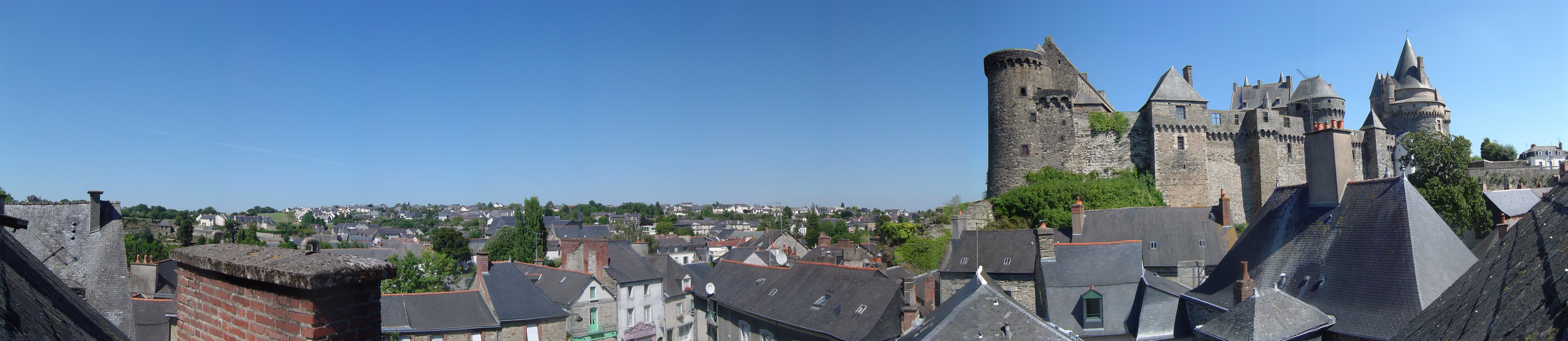
Le château fort de Vitré surplombe les faubourgs du haut de son éperon rocheux

Le site de Vitré a été occupé dès le Néolithique. À moins de 1 kilomètre de l'agglomération, sur la commune de Pocé-les-Bois, se trouve le menhir dit la Pierre blanche. Un autre menhir se situe à Pocé-les-Bois, le menhir de Villaumur, tandis qu'un dernier a été érigé dans la commune voisine de Champeaux, le menhir de la Haute-Pierre. En juillet 2006, un sondage archéologique préventif au cours d'un chantier à l'est de la ville, a révélé la présence d'une ferme gallo-romaine bien conservée et remontant au IIIe siècle av. J.-C. Il s'agit d'un ensemble unique dans l'Ouest de la France. La ferme était composée d'un enclos d'1,5 hectare entouré d'une double rangée de palissades accessible par un porche (enclos plus vaste à bétail, entouré d'une enceinte externe). Les propriétaires devaient être une famille aristocratique gauloise. Des fouilles entreprises au milieu du XIXe siècle sur la place du château ont révélé des tombes mérovingiennes et carolingiennes, ainsi qu'une collégiale romane se trouvant à la place de l'Église Notre-Dame. Ce qui laisse supposer que durant le haut Moyen Âge, il existait une présence humaine disséminée.

## La ville antique
Il semblerait qu'une agglomération gallo-romaine ait existé et qu'elle était probablement déjà le chef-lieu d'un pagus minor, c'est-à-dire une partie du territoire des Riedones. En effet, une voie romaine rejoignait Rennes au Mans et passait par Vitré. Les historiens disposent de très peu d'informations sur cette époque. En effet, Arthur de La Borderie, historien vitréen du XIXe siècle, refuse d'admettre que sa ville natale ne soit pas d'origine celtique alors qu'en réalité, elle serait d'origine franque. Lors des destructions de très anciens quartiers au Sud de la cité fortifiée, liées au percement de la voie ferrée Paris-Brest au milieu du XIXe siècle, cet historien affirme arbitrairement qu'il n'a pas été découvert un seul objet de l'époque gallo-romaine. Or, il y a été découvert par ses contemporains, des poteries du IIe siècle apr. J.-C. et des pièces de monnaie de l'époque de l'empereur romain Constance II, ainsi que d'autres époques du haut Moyen Âge. De plus, différents actes commerciaux de la paroisse Sainte-Croix de la 2e moitié du XIe siècle font référence à la présence d'étangs et d'un aqueduc dans une ville déjà très ancienne à l'époque.

## Haut Moyen Âge
Des fouilles entreprises en 1863, sur la place du château, ont mis au jour une centaine de tombes mérovingiennes et carolingiennes, en terre, en coffres maçonnés et en sarcophages, ainsi qu'une collégiale romane se trouvant à la place de l'Église Notre-Dame. Vitré trouve donc ses origines bien avant l'époque médiévale. Il s'agissait d'un important centre de peuplement, occupé de manière ininterrompue depuis la préhistoire jusqu'à la construction du premier château. L'occupation primitive médiévale a probablement été articulée autour de la communauté monastique du prieuré de Sainte-Croix. Une véritable agglomération se crée au début du XIe siècle (le site comprenait plusieurs petits villages, le bourg monastique de Sainte-Croix, Le Vieil-Bourg Le Rachapt et Saint-Martin) autour du pôle castral développé par l'implantation seigneuriale permanente initiée par le baron Robert Ier de Vitré.

## Moyen Âge

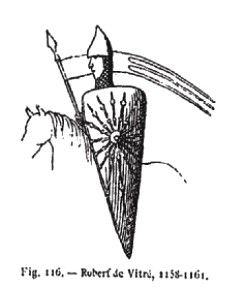
Robert III de Vitré, baron de Vitré entre 1154 et 1173

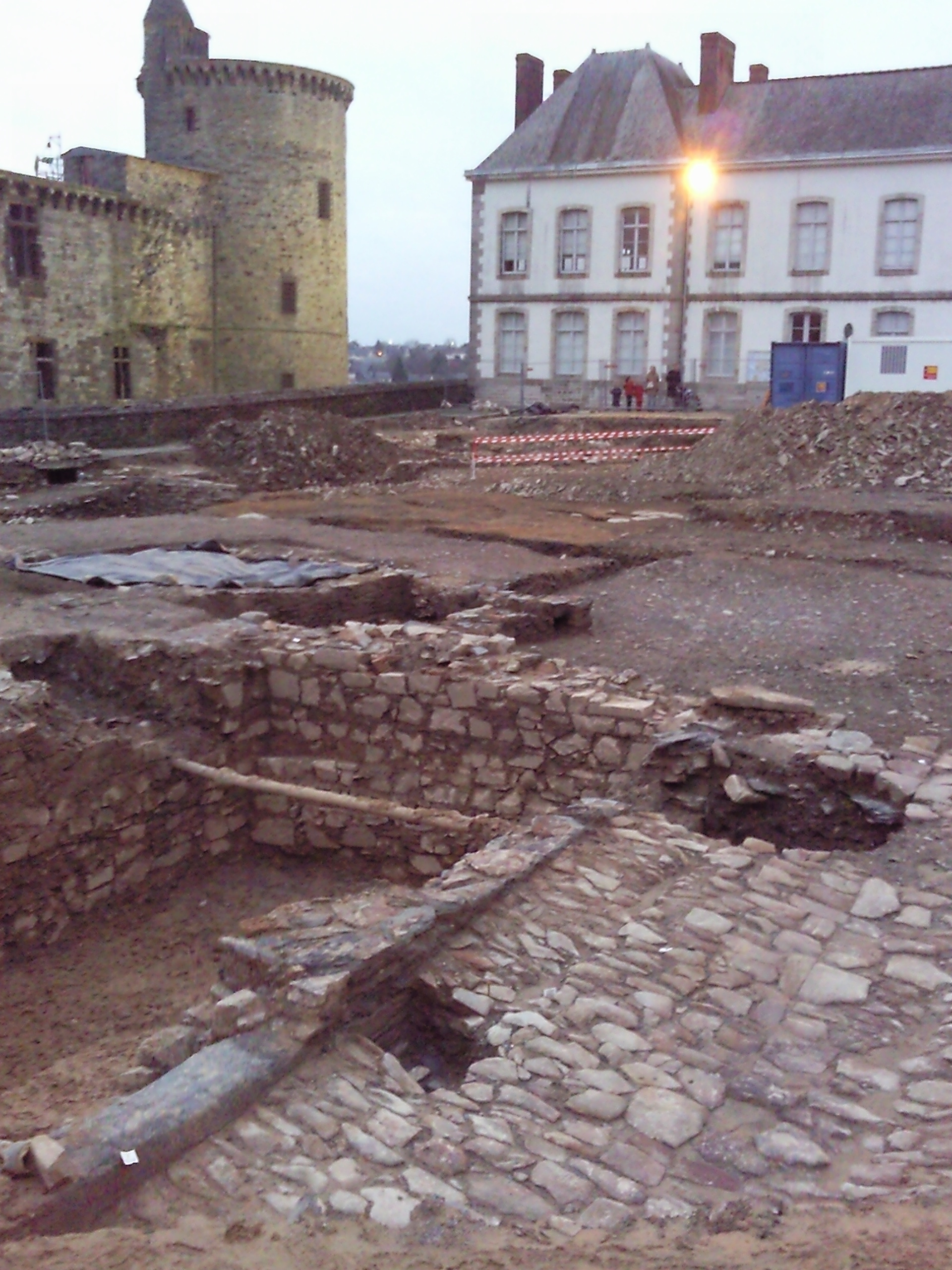
Fouilles archéologiques Place du Château

Vitré est au Moyen-Âge le siège d'une baronnie de 1008 (Riwallon de Vitré fut le premier baron de Vitré entre 1008 et 1040 environ) jusqu'en 1254, date à laquelle elle passe des mains de la famille de Vitré à celles des Montmorency-Laval jusqu'en 1412, puis des Montfort-Laval jusqu'en 1605 et enfin des La Trémoille-Laval jusqu'à la Révolution française.
L’an 1000 marqua la naissance d'une véritable agglomération de Vitré par la fusion avec les villages environnants. Vers 1060-1070, le château est le fait qui provoque une réorganisation de la population autour du pouvoir. Un petit château en bois sur une motte féodale est construit sur la colline Sainte-Croix et pouvait servir de péage sur la route de Rennes, Laval, Le Mans. Le château est construit par Robert Ier de Vitré. Il est responsable d'un pouvoir banal. Il est proche du duc de Bretagne. Le château est référencé en 1047 dans le cartulaire de Redon où on apprend que Robert est le gardien de Vitré et non pas le propriétaire. Il n'est pas le seigneur. La motte est incendiée à plusieurs reprises à cause de son mauvais emplacement, puis un prieuré de l'abbaye de Marmoutier fondée par Saint-Martin, de Tours a été construit. Un autre château en pierre est construit en 1047 par Robert Ier de Vitré. Le château est construit sur son emplacement actuel, sur un éperon rocheux dominant la Vilaine. Puis, au XIIIe siècle, le château est agrandi et doté de puissantes tours et de courtines à la manière des châteaux de Philippe Auguste, tandis que le « Vieil Bourg » avec l’église Notre-Dame se sont développés sur le plateau est. La ville s’est vue encerclée par des remparts et des fossés extérieurs. C’est donc à cette époque que la ville close prend sa forme actuelle. En même temps, des « bourgs privilégiés », c’est-à-dire des faubourgs nés à la demande du baron, se sont développés autour de la ville close. Certaines parties en sont encore visibles aujourd’hui. Il subsiste un portail roman qui comporte une alternance de schiste bleu – noir et de granit roux provenant d’une carrière située à 15 km de la ville, une distance très importante pour l’époque. Cela montre un souci d’esthétique, témoignant de la puissance du baron. Dès le XIIIe siècle, Vitré réunit tous les éléments de la ville médiévale : château, édifices religieux (églises, collégiale) et faubourgs.
Robert II de Vitré, en lutte contre le duc de Bretagne Conan III dut trouver refuge sur les terres de Guy III de Laval, se retranchant dans une motte féodale située à Launay-Villiers. Robert récupère finalement ses terres après 11 ans d'absence en 1144, grâce à sa victoire à la bataille du pont de Visseiche.
Au XVe siècle, le château se transforme avec les progrès de l’artillerie comme les canonnières. Il passe d’un édifice défensif à une confortable résidence pour Jeanne de Laval-Tinténiac et sa fille Anne de Laval. Dans le même temps, la ville se développe et édifie des maisons à pans de bois et des hôtels particuliers à l’intérieur de l’enceinte de la ville. Cette dernière est percée de 3 portes (Gâtesel au sud, d’Embas à l’est et d’Enhaut à l’ouest) et une poterne se définissant comme un passage étroit permettant de traverser le rempart (poterne Saint-Pierre au nord). Les caractéristiques urbanistiques de ces quartiers médiévaux se résument à la très grande densité du bâti et des rues sinueuses et sombres ainsi qu’un réseau de ruelles servant de passage d’un îlot à l’autre. Ces rues bénéficient d’une alternance d’ensoleillement et d’ombrage. Les rues sont étroites et tortueuses dans un but défensif, pour que l’assaillant qui s’y aventurerait puisse s’y perdre. Les façades des maisons sont à pans de bois ou en pierre. Les encorbellements (avancée des étages supérieurs sur la rue) permettaient un gain de place.
Cela permettait aussi aux piétons de se protéger des intempéries et de faire tomber l’eau de pluie dans le caniveau central pour éviter le pourrissement du pan de bois. C’est la même chose pour les maisons à porches utiles pour gagner de place mais aussi pour exposer la marchandise des commerçants dans des galeries abritées. L’alignement des maisons n’est généralement pas bien respecté. Le nom des rues tire souvent son origine du fait de la présence de confréries de métiers spécifiant et identifiant ces espaces publics. Les rues médiévales de Vitré pouvant le mieux l’illustrer sont la Rue de la Baudrairie qui rassemblait les artisans baudroyeurs qui travaillaient le cuir ou encore la Rue de la Poterie (travail de la poterie de terre et d’étain). Les Vitréens étaient reconnus comme spécialistes des épis de faîtage en plomb. Le centre historique de la ville comporte une seule vraie place : la Place du Marchix. Généralement, les places s’ouvrent sur des lieux de pouvoir qu’ils soient religieux, politiques ou même judiciaire. Elle était, comme son nom l’indique, la Place du Marché, se trouvait à proximité du Couvent des Bénédictins. L’actuelle Place du Château était l’avant-cour et donc la partie intégrante du château. La Place Notre-Dame était occupée par une halle nommée la Halle aux Toiles. La présence de halles est synonyme de dynamisme. Vitré, ville prospère depuis le XVe siècle, fonda le 10 mars 1472, la confrérie des Marchands d'Outre-Mer permettant le commerce international de textile, notamment de toile de lin et de chanvre servant à la confection des voiles de navire et des emballages de produits. La ville, à son apogée, rentra dans l’aisance de la Renaissance.
Pierre Le Baud a rédigé sa Chronique de Vitré et de Laval lorsqu'il était encore au service de Guy XV de Laval, et elle est dédiée à Jeanne de Laval. Cette Chronique finit en l'année 1436.

## XVe–XIXesiècle: de l’âge d’or au déclin de la cité

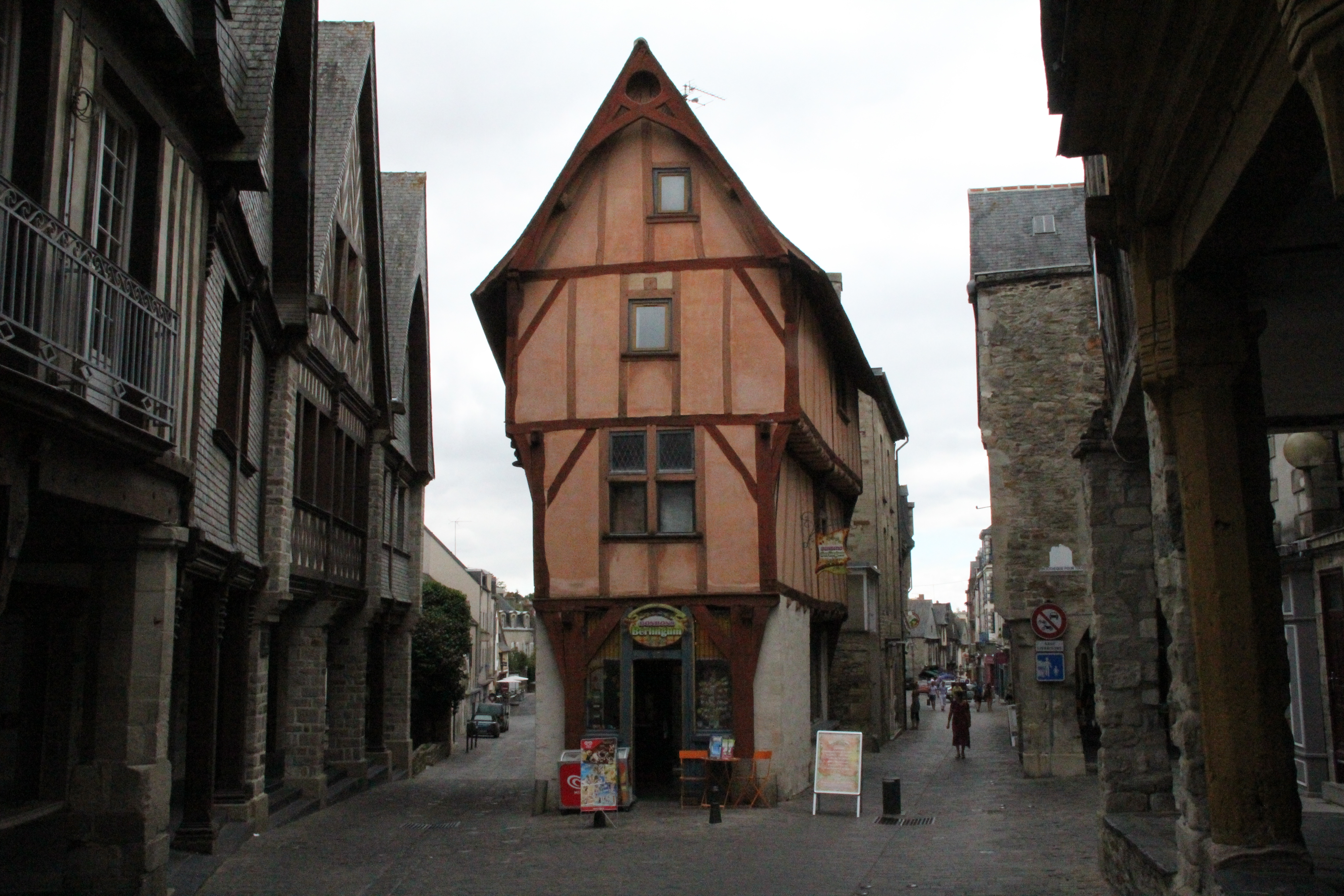
Rue de la Poterie

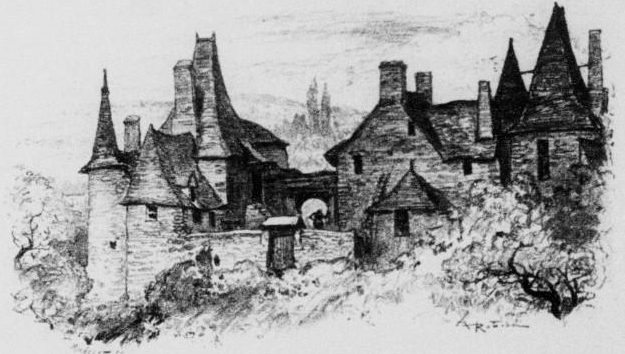
Le manoir de la Greurie à Vitré où vécut Pierre Landais (lithographie d'Albert Robida, vers 1900)

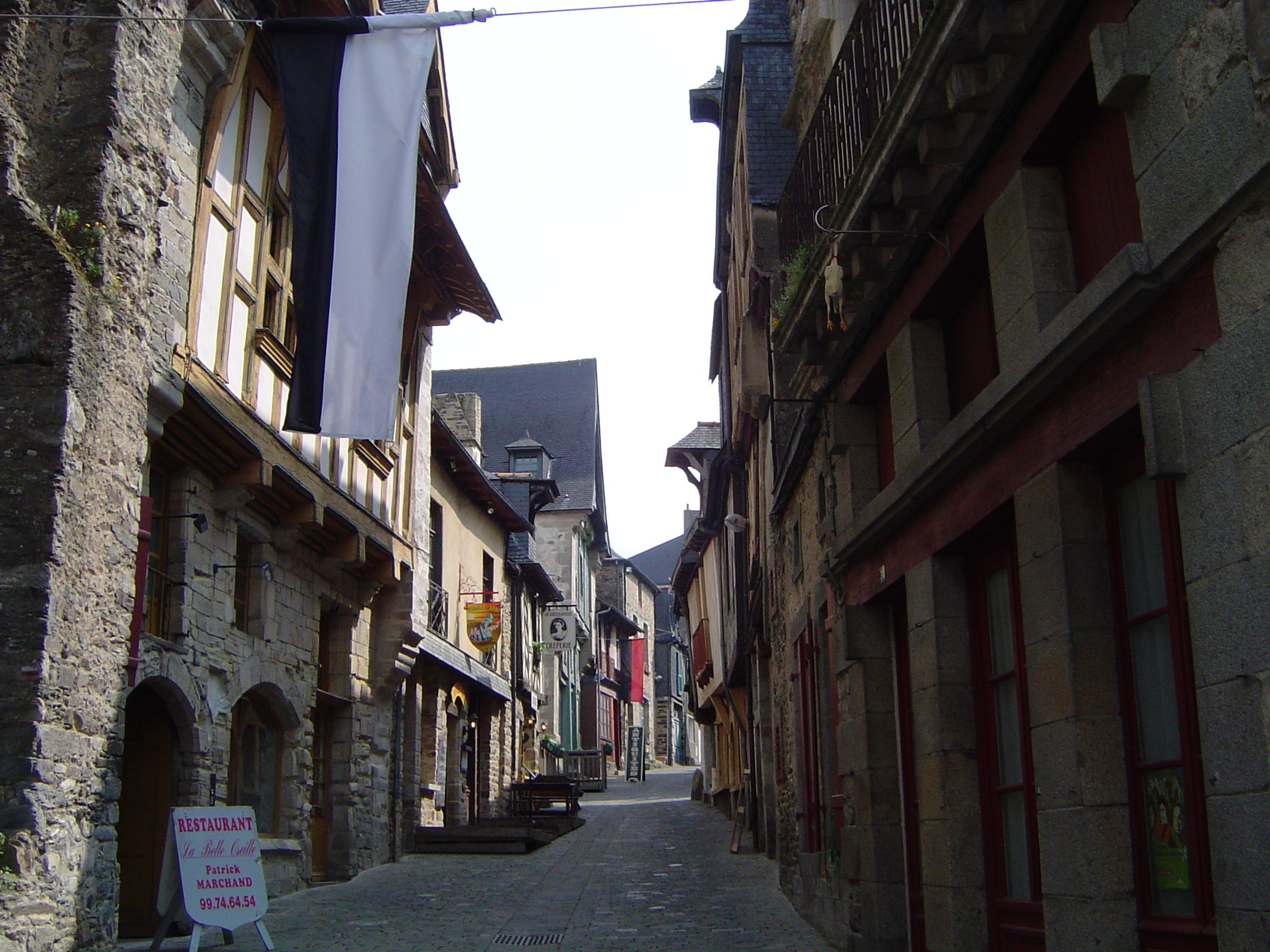
Rue d'Embas

Pierre Landais, fils d'une famille de drapiers vitréens, fut le principal conseiller du duc de Bretagne François II et s'efforça, surtout entre 1481 et 1485 de préserver l'indépendance du duché de Bretagne face aux manœuvres du roi de France Charles VIII avant d'être pendu le 19 juillet 1485 à Nantes, accusé de concussion et de la mort de Guillaume Chauvin.
Vitré était une ville avec une économie parmi les plus florissantes du Duché de Bretagne. Dom Morice écrit que « Vitré était une ville marchande et bien peuplée ». Elle a continué son extension dans la ville close et dans ses faubourgs. « La prospérité vitréenne (...) se développait sous la protection de traités avantageux, conclus avec les nations étrangères. Les Tirel, les Hardy, de Gennes, Le Moyne, Ravenel et autres familles contemporaines de Landays [Pierre Landais] se vouaient au commerce maritime » a écrit Édouard Frain de la Gaulayrie. Son apogée se situe au XVIe siècle lorsque la Confrérie des Marchands d'Outre-Mer (créée le 10 mars 1473 ; parmi ses fondateurs Julien Thiéry, qui achète vers 1475 le manoir du Bois-Orcan en Noyal-sur-Vilaine), ou Confrérie de l'Annonciation, vendait ses toiles de chanvre et le canevas de Vitré dans toute l’Europe. Par exemple François Martin, marchand apothicaire originaire de Vitré, fait entre 1601 et 1603 un voyage aux Indes orientales qu'il a décrit dans un ouvrage Description du premier voyage faict aux Indes Orientales par les François en l'an 1603... Par exemple, en 1639, le vitréen Hévin annonce qu'il charge à San Lucar 2071 livres de tabac qu'il a troqué contre des toiles dénommées "Morlaix".
« Les canevas de Vitré sont les plus prestigieuses d'une série de toiles de chanvre et la petite ville devient [au XVIe siècle] la capitale des canevas, toiles de chanvre solides, tissées dans les paroisses rurales environnantes 
».Les canevas de Vitré se vendent dans les grandes foires des Flandres, en Angleterre, dans les ports de Cadix et de Séville. Ce marché se faisait via le port de Saint-Malo qui commerçait avec les comptoirs d’Amérique du Sud et de toute l’Europe notamment avec la Hanse (grande et puissante association commerciale de l’Europe septentrionale au cours du Moyen Âge). Cela explique les maisons, les grands hôtels particuliers et les éléments Renaissance ponctuant la ville close (Hôtel Ringues de la Troussannais ou encore, l’absidiole du château). Cela montre bien la richesse de ces « marchands » associés en confrérie. D’ailleurs, le premier français à avoir fait le tour du monde est un Vitréen nommé Pierre-Olivier Malherbe. Cela montre bien l’ouverture de la ville sur le monde.
D'autres marchands vitréens s'établissent en Espagne, par exemple Estienne Frain à San Lucar en 1592 ; il revint à Vitré en 1609.
La production atteint son apogée vers 1580 (1 700 000 mètres fabriqués par an) ; la production est brutalement freinée lors des Guerres de religion par les pillages commis par les troupes du duc de Mercœur qui ravagent Vitré, Châteaugiron, le manoir du Bois-Orcan et les campagnes avoisinantes.
Vers le milieu du XVIe siècle les protestants forment à Vitré un noyau de 400 à 500 personnes, principalement dans l'entourage des Rieux (Renée de Rieux , héritière des comtes de Laval, fut l'une des premières personnes de Vitré à se convertir). En 1603, Vitré est l'une des, six "églises" [paroisses] de la religion réformée en Bretagne.
Quand Henri IV passa à Vitré en 1598, il fut frappé par l’opulence de ces bourgeois vitréens et se serait exclamé : « Ventre Saint Gris, si je n’étais Roy de France, je voudrais être bourgeois de Vitré ! » [sic]. En 1601, la "Compagnie des marchands de Saint-Malo, Laval et Vitré " arme deux navires, le "Corbin "et le "Croissant "qui font une longue escale dans la baie de Saint Augustin à Madagascar. (voir relation de François Pyrard).
Durant les guerres de religion à la fin du XVIe siècle, la ville protestante fut assiégée durant 5 mois entre le 22 mars 1589 et le 14 août 1589 par les troupes de la Ligue sous le commandement du duc de Mercœur, gouverneur de Bretagne. Un lieutenant de Guy Éder de La Fontenelle, célèbre brigand, mais aussi ligueur, dénommé Pierre de Bonnemez, pilla en 1589 les maisons nobles de la région de Vitré. La même année, en août 1589, Henry de Bourbon, prince de Dombes et commandant des forces royales en Bretagne installe son campement à Vitré pour combattre les Ligueurs.
En 1583, le 12e synode des Églises réformées de France se tient à Vitré, de même que le 22e synode en 1617. Les pasteurs vitréens assurent aussi le culte protestant au château de Terchant entre 1583 et au moins jusqu'au milieu du XVIIe siècle.
Des marchands vitréens de religion réformée émigrent après le massacre de la Saint-Barthélemy, par exemple Jean Le Moigne à Guernesey et Bodinais de Gennes, également dans les Îles anglo-normandes ; certains s'y réfugient temporairement pendant les Guerres de religion. D'autres ont émigré aux Antilles, notamment des membres de la famille de Gennes (par exemple Paul de Gennes de la Guilmarais, né en aoüt 1653 à Vitré [il renonce à sa foi réformée le 10 août 1687 au couvent des Frères prêcheurs de Capesterre] ; Benjamin de Gennes, né vers 1662, qui abjura en avril 1687 à la Guadeloupe ; Thobie de Gennes, cousin du précédent, décédé en 1709 à la Guadeloupe ; Henri de Gennes, né en septembre 1658, fils d'Henri de Gennes de la Bazillais, mort aux Antilles à une date inconnue) ; ou encore Paul de Brissac du Pré, fils de Georges de Brissac et petit-fils de Jacques de Brissac, dit "Raton", capitaine de Vitré, qui s'était illustré dans la défense de la ville pendant les Guerres de la Ligue. D'autres s'installent vers 1686 en Caroline du Sud, notamment Daniel Ravenel et des membres de la famille Saint-Julien, y fondant la colonie de "French Santee, peuplée de 200 Blancs et 600 Noirs en 1720.
Le temple de Vitré est rasé en 1670, mais l'"église" subsiste, protégée par Émilie de Hesse, princesse de Tarente : elle a des annexes à Terchant (près de La Gravelle), La Vieuville (en Le Châtellier) et à Saint-Germain-en-Coglès.
Les réunions des États de Bretagne eurent lieu à Vitré en 1655, 1671, 1697 et 1705 lorsque Rennes était ravagé par la peste ou insurgé. Madame de Sévigné avait à cette époque, une résidence dans les environs de Vitré, le Château des Rochers où elle séjourna au moins à quatre reprises entre 1671 et 1690, ces quatre voyages représentant en tout six ans environ de résidence et elle y écrivit près de trois cents de ses"Lettres". Elle assista à ces États de Bretagne et y fit de nombreuses références dans ces fameuses "Lettres".
C’est au cours du XVIIe siècle que les barons de Vitré désertent Vitré pour préférer la Cour de Versailles, qui est à la mode. La ville perd sa notoriété et devient une ville un peu endormie dans ces remparts au centre d’une campagne active. Elle coupa les liens avec la campagne environnante qui lui fournissait le chanvre et le lin. Cela engendra le début du déclin de Vitré aussi bien au niveau économique qu’urbanistique. Cette situation s’accentua surtout au XVIIIe siècle. Il y a donc peu de constructions de cette époque, mis à part, des édifices religieux comme le Couvent des Augustins (1620), le Couvent des Augustines (1675) ou encore quelques très beaux hôtels particuliers comme l’Hôtel Sévigné. Il fut construit au XVIIIe siècle sur les anciens remparts où se trouvait un appartement de Mme de Sévigné situé dans une tour des remparts. Cet hôtel s’est inspiré de l’architecture du Parlement de Bretagne.
Un bureau de contrôle de la qualité des toiles ouvre à Vitré en 1762 (s'ajoutant à ceux existant à Rennes et, depuis 1752, à La Guerche, mais ces bureaux ferment en 1770.
Le déclin dura tout le XVIIIe siècle et jusqu'à l’arrivée du chemin de fer au milieu du XIXe siècle. Le projet de canal passant par Vitré pour rejoindre Rennes à Laval est étudié à la fin du XVIIIe siècle, mais n'aboutira jamais malgré plusieurs tentatives jusqu'au début du XXe siècle.
En 1766 la subdélégation de Vitré, relevant du Présidial de Rennes, comprend l'abbaye de Saint-Sulpice (qui avait droit de haute, moyenne et basse justice sur trois paroisses), la commanderie du Temple (les mêmes droits sur deux paroisses) et 10 prieurés (de Sainte-Croix de Vitré (mêmes droits sur cinq paroisses), de Bréal (sur deux paroisses), de Houzillé (probablement Mouzillé, en Vergeal), de Livré, du Pertre, de Marcillé (mêmes droits sur une paroisse pour chaque), de Montautour, d'Izé (moyenne et basse justice  sur une paroisse pour chaque), de Saint-Nicolas-de-Vitré (basse justice sur deux paroisses), de Montreuil-sous-Pérouse (basse justice sur une paroisse).
La baronnie de Vitré, dont les mouvances s'étendant dans 62 paroisses (plus la châtellenie de Chevré qui en dépendait et s'étendait sur 11 paroisses) comprenait 9 grandes seigneuries, disposant chacune des droits de haute, moyenne et basse justice sur un certain nombre de paroisses : Le Châtelet (en Balazé) ; Vaufleury et La Bouvière ; Le Pinel-Gennes (en Argentré-du-Plessis) ; Brémanfaux ; Malnoé (ou Malenoë, en Saint-Christophe-des-Bois) ; La Ronce ; Courbatelle ; le marquisat d'Espinay et La Clarté (en Champeaux ; Les Rochers, Le Pin et La Haye (en Torcé). Elle comprenait en plus 52 petites seigneuries dont les fiefs ne s'étendaient que sur une partie de paroisse et ne disposant généralement que du droit de basse justice.
La fin du XVIIIe siècle vit l'essor de la Chouannerie, marqua la fin de la seigneurie de Vitré et le début d’un statut nouveau et important pour la ville : avoir le rôle de sous-préfecture.

## La Révolution française

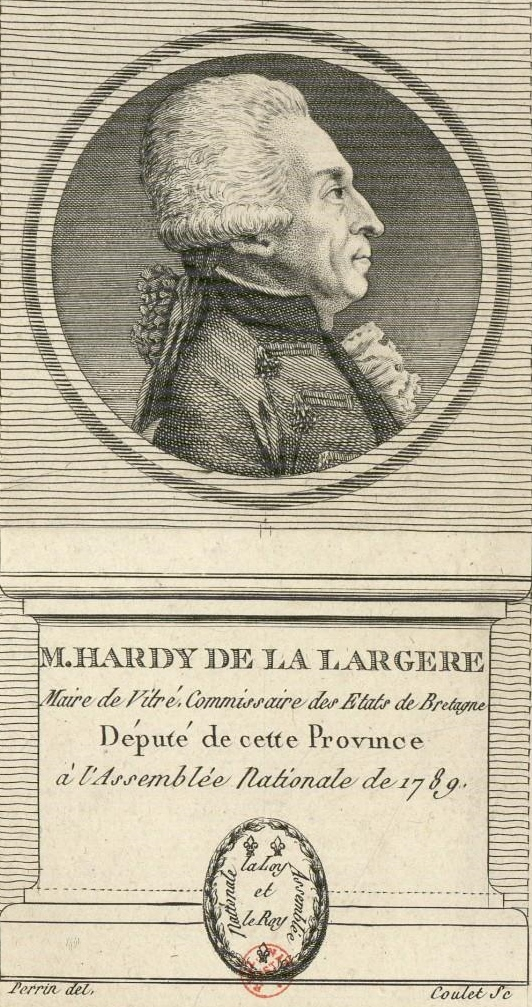
Mathurin Hardy de La Largère, maire de Vitré, commissaire aux États de Bretagne, député aux États généraux de 1789

Le 27 novembre 1788, les membres de la Communauté de ville de Vitré délibèrent et émettent leurs revendications dans le cadre de la préparation des cahiers de doléances.
Le 22 juillet 1789, Laval et Vitré inaugurent leur association, avec la désignation de deux délégués pour chacune des deux cités. Après avoir célébré la requête lavalloise avec une vive reconnaissance, dans l'intérêt commun du royaume et du monarque, dans la joie et l'unanimité, les échevins vitréens acceptent une association soutenur par une correspondance active ; Vitré arrête de ne rien négliger pour assurer aux citoyens de la ville de Laval la communication libre et facile pour l'extraction des denrées dont elle pourrait avoir besoin, en la priant de vouloir bien également lui procurer toutes celles dont les habitants de Vitré pourraient avoir besoin.
La Révolution française marque la fin de la seigneurie de Vitré et le début d’un statut nouveau et important pour la ville : celui de chef-lieu de district, puis de sous-préfecture. L’organisation des fêtes révolutionnaires témoigne également de ce sentiment favorable à la République :
- les victoires des armées républicaines sont fêtées, notamment la reprise de Toulon aux Anglo-royalistes[32] ;
- l’anniversaire de l’exécution de Louis XVI, accompagnée d’un serment de haine à la royauté et à l’anarchie, est fêté (à partir de 1795)[33] ;
- les autres fêtes républicaines sont suivies, comme l’anniversaire de la République jusqu’à l’an VIII (22 septembre, 1er vendémiaire[34]), la fête de la Jeunesse (le 10 germinal, soit le 30 mars[35]), la fête de la Reconnaissance, pourtant peu suivie dans le département (le 10 prairial[36]) ou celle de l’Agriculture, le 10 messidor[36].

Tout autour de Vitré, la chouannerie se développe dans les campagnes et mène la guérilla contre la République. Le général Chalbos, alors commandant en chef par intérim de l'Armée de l'Ouest s'installe à l'hôtel de l'Angle à Vitré et marche sur Rennes le 23 brumaire an II (13 novembre 1793). Son successeur, le général Rossignol s'installe aussi un temps à Vitré et le général Kléber s'y trouve entre le 18 germinal (7 avril) et le 19 germinal an II (8 avril 1794) et à nouveau le 1er floréal an II (20 avril 1794). Dans le « Projet de destruction des chouans » en date du 5 germinal an II (25 mars 1794) présenté par les commissaires nommés à cet effet par les Sociétés populaires de Rennes et de Vitré en présence du représentant en mission Dubois de Crancé, il est prévu d'affecter 2 000 hommes de troupes qui s'ajouteront aux forces déjà en place dans le district de Vitré et d'y transporter deux à trois cents fusils de chasse afin de lutter contre les "brigands" [chouans].

## XIXesiècle: l'arrivée de la gare et du70eRI réveille la ville endormie

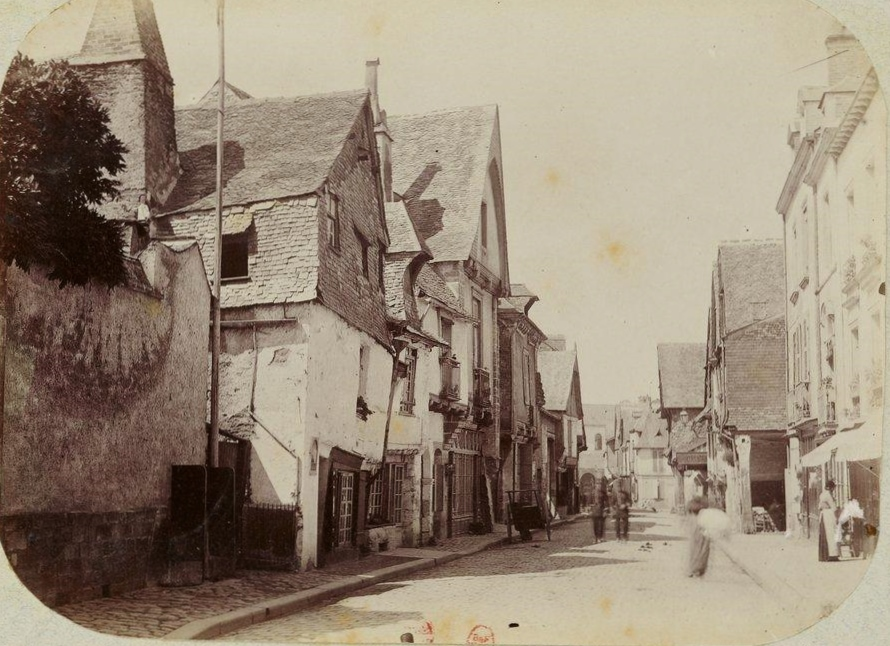
Une rue de Vitré photographiée en 1877

Sans doute pour préparer cette arrivée, la ville décida de détruire les fortifications sud de la ville moyennant de désenclaver la ville close et améliorer la visibilité. La Porte d’En Haut (1835), Gâtesel (1839) et d’En Bas furent détruites. Vitré a, elle aussi, connu son Haussmannisation avec le percement de voies dans son centre médiéval, comme la Rue Garangeot, de la Borderie ou encore la Rue Duguesclin ou la Rue Neuve. Les bâtisses qui les bordent sont typiques avec des immeubles bourgeois mansardés à pans coupés et avec des balcons barrant tout le 2e étage. Cette politique a permis une ouverture vers le sud de la ville close. C’est également à cette époque que l’on traça les grandes artères que l’on qualifie aujourd’hui de «pénétrantes urbaines » (Rue de Fougères au nord, Rue de Brest à l’Ouest allant vers Rennes, Boulevard de Châteaubriant vers Nantes et Boulevard des Rochers vers Angers).
Vitré était aussi un nœud ferroviaire puisqu’une première voie fut ouverte le 15 avril 1857 sur la ligne Paris-Brest. Puis, une seconde voie en direction, cette fois-ci, de Fougères sera ouverte au public en 1867, et enfin en 1874, une troisième ligne vers La Guerche-de-Bretagne. La construction de la gare s’est effectuée en 1855 sous forme d’un petit castel néo-gothique en plein centre-ville, juste au sud de la ville close.
Cependant, différents emplacements avaient été envisagés auparavant. On pensait à cette époque, construire la gare au nord de Vitré, en haut du faubourg médiéval du Rachapt, afin de se rapprocher de la ville industrielle de Fougères. Puis l’on avait pensé à l’installer dans la campagne au sud pour être près de la route allant vers La Guerche-de-Bretagne. Mais le maire de Vitré et le député optèrent pour un emplacement en plein centre-ville. Son emplacement privilégié en termes d’accessibilité ne l’est pas au niveau de la structure urbaine. En effet, la ville est littéralement coupée en deux par une importante emprise ferroviaire. Cet équipement capital pour le désenclavement de la ville a permis l’arrivée, le 14 juillet 1867, d’une garnison militaire. Elle sera logée dix ans plus tard, dans une caserne à l’architecture évocatrice que l’on peut retrouver à Rennes avec la caserne Mac Mahon ou encore la caserne Eblé à Angers. Il s’agissait du 70e régiment d'infanterie. C’est à partir de cette période que l’urbanisation se fit au sud de la voie ferrée.
Lors de son voyage en Bretagne en 1858, Napoléon III et l'impératrice s'arrêtèrent quelques instants à Vitré, dernière ville bretonne visitée avant leur retour vers Paris via Laval.
La halle aux toiles de Vitré disparaît en 1886 en raison d'un incendie.
La ville conserve toutefois en bonne partie son aspect médiéval, qu'Alexandre Nicolaï décrit ainsi en 1893 :

« Tout ici s'enchevêtre, tant on est  à l'étroit ; les escaliers de bois font saillie ; abrités sous un auvent, ils tournent dans une cage à jour, envoyant à chaque étage un pont d'allée pour sa desserte ; les pignons, penchés, comme prêts à se laisser choir en avant, tendent à se rejoindre de chaque côté de rue ; d'une fenêtre à l'autre on pourrait se donner la main (...). La population ouvrière ou misérable de Vitré grouille dans les logis de ces vieux quartiers qu'elle transforme en une Cour des miracles débordante de friperies. (...) Les plâtras tombent, les boiseries sont à nu et pourrissent, les murs s'écaillent et s'effritent, les ardoises se détachent et le lamentable reste de la demeure qu'un bourgeois cossu du XVe siècle éleva, attend patiemment l'éventrement définitif »

## XXesiècle: l'essor de Vitré

### La Belle Époque

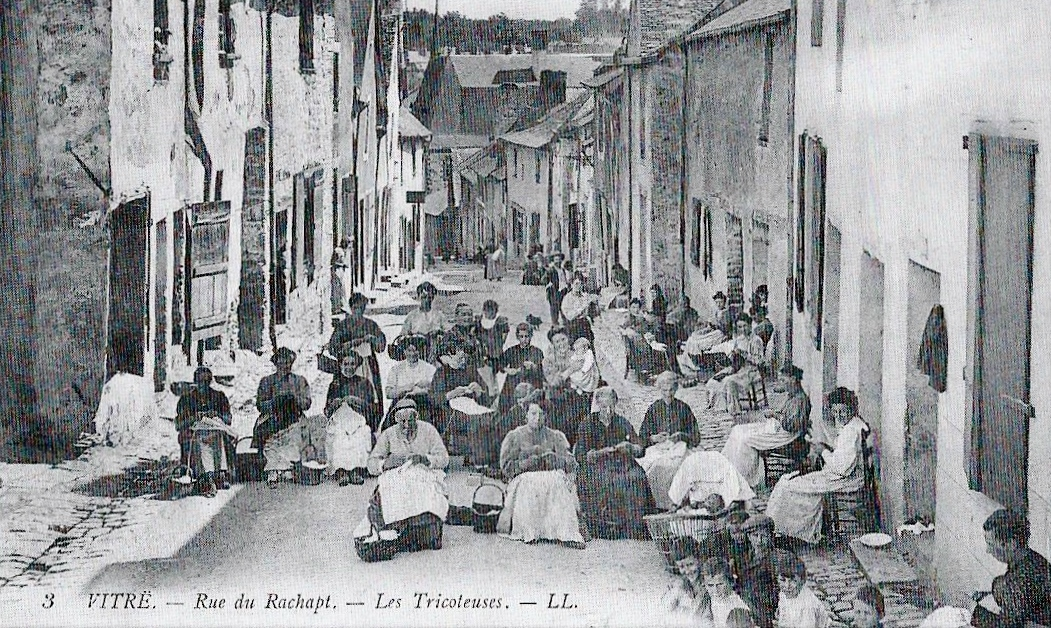
Tricoteuses dans la rue du Rachapt vers 1900 (carte postale LL).

Albert Robida décrit ainsi Vitré vers 1900 :

« (...) Vitré est encore, quoi que lamentablement éventrée, mutilée et découpée du côté que des escarpements naturels ne défendaient pas contre les démolisseurs et chirurgiens municipaux, une des plus curieuses villes de France (...), une Pompéi du Moyen-Âge, une petite Nuremberg bretonne restée debout à travers les siècles, parvenue au seuil de notre siècle presque intacte (...). Vitré est dans un pays très verdoyant, couronne un mamelon assez peu élevé au-dessus de la Vilaine qui baigne le flanc nord du coteau. C'est par le côté opposé, le sud, que le XIXe siècle est entré dans Vitré et il faut voir quelles brèches il a faites, tandis que la face tournée vers la petite rivière gardait sa physionomie. Ce côté sud c'est la ville moderne, le flanc ouvert pour laisser passer le chemin de fer. Les remparts ont disparu, des quartiers ont surgi, les pentes se sont aplanies et la ville descendant de sa colline a glissé dans le bas aec un flot de constructions toutes neuves. »

Albert Robida a aussi dessiné plusieurs lithographies représentant Vitré vers 1900 :

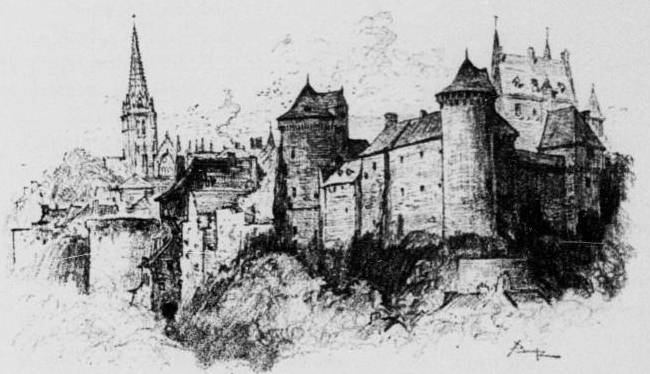
Vitré : les murailles vers 1900
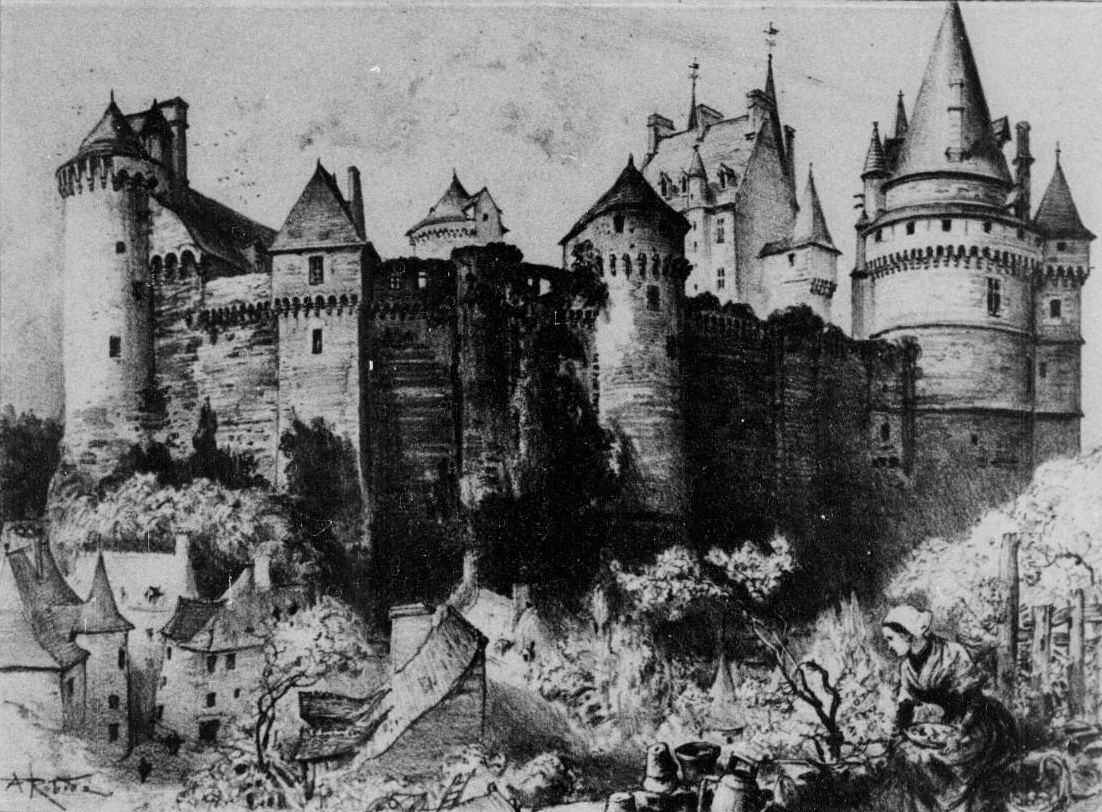
Vitré : le château vers 1900
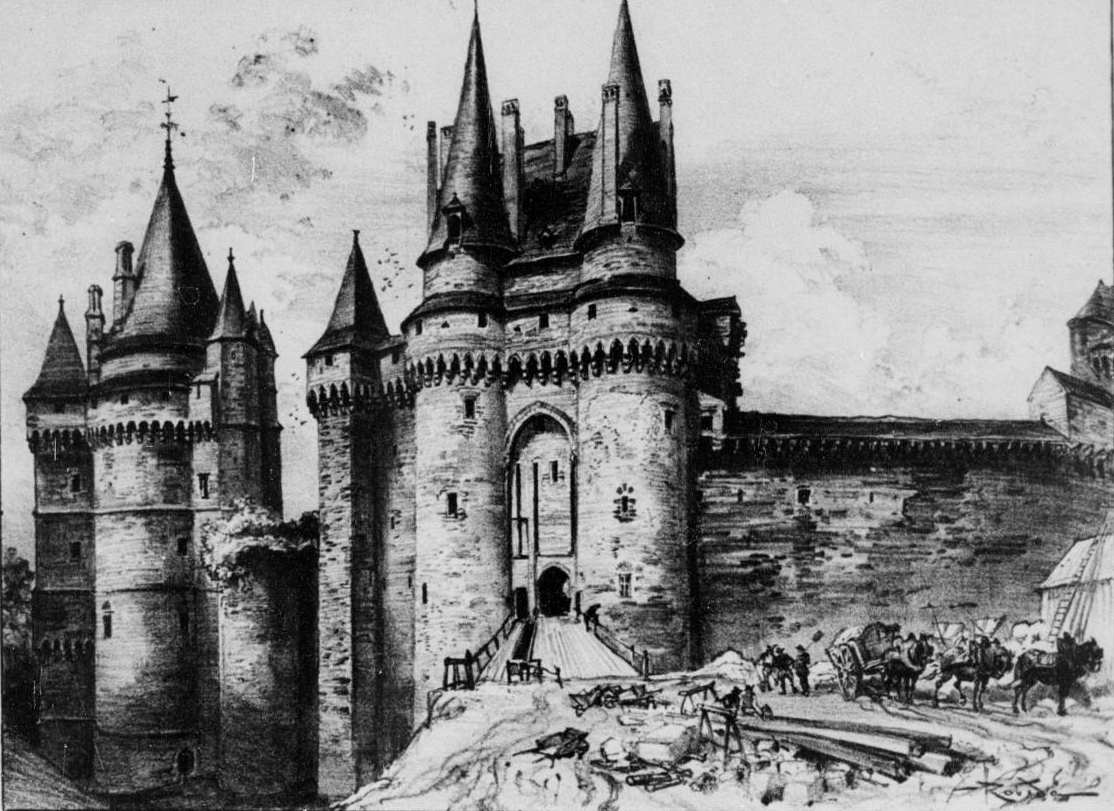
Vitré : le châtelet vu de l'extérieur (vers 1900)
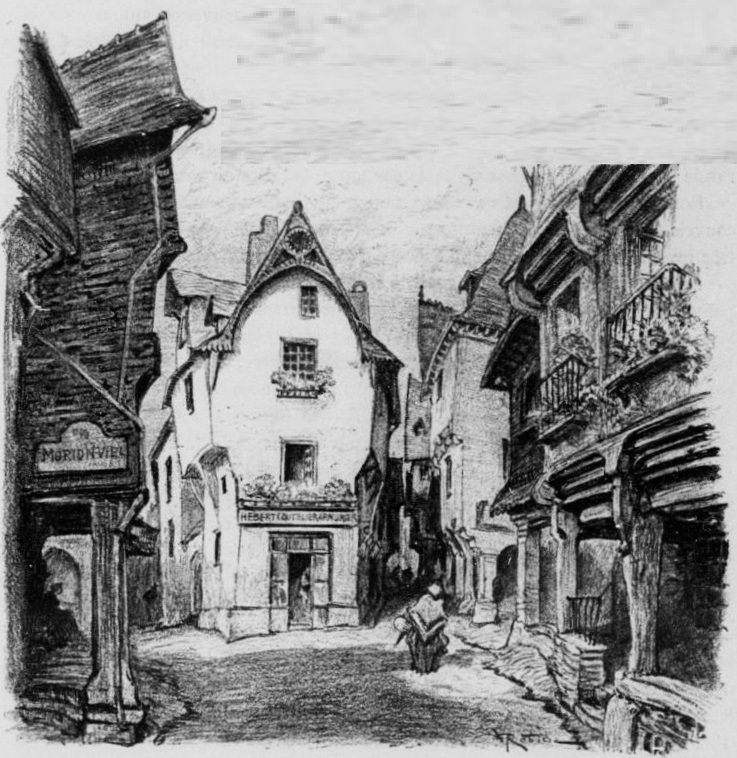
Vitré : la rue Poterie vers 1900
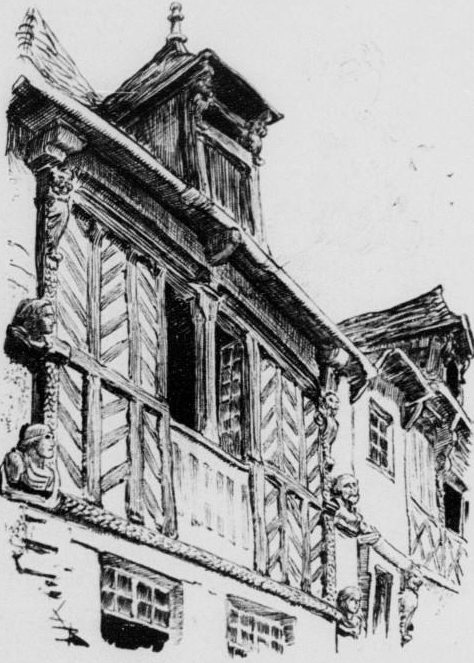
Vitré : la maison des Bustes, rue Baudrairie (vers 1900)
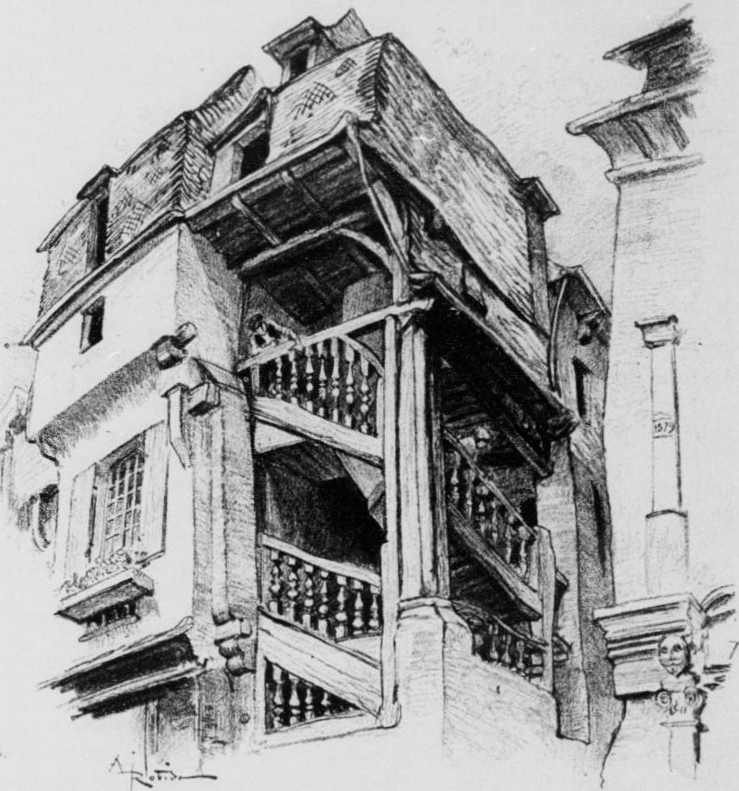
Vitré : escalier extérieur rue Badrairie
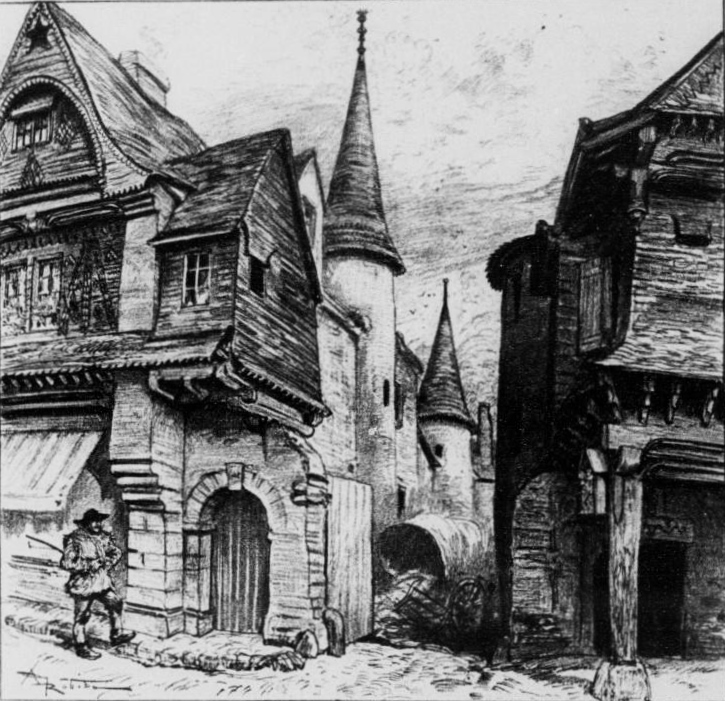
Vitré : maisons faubourg Saint-Martin vers 1900
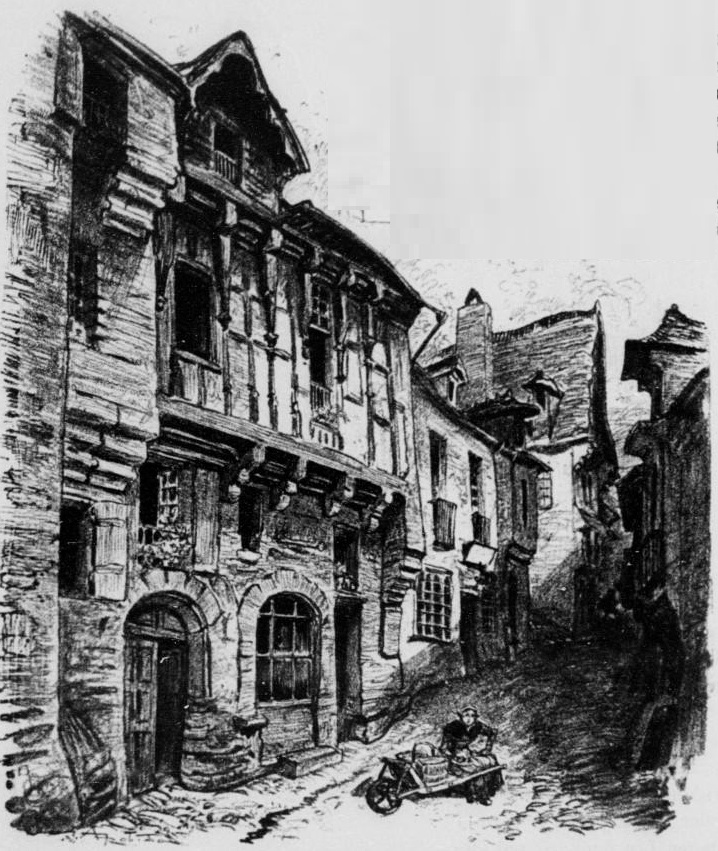
Vitré : près de l'ancienne Porte d'En-Bas (vers 1900)
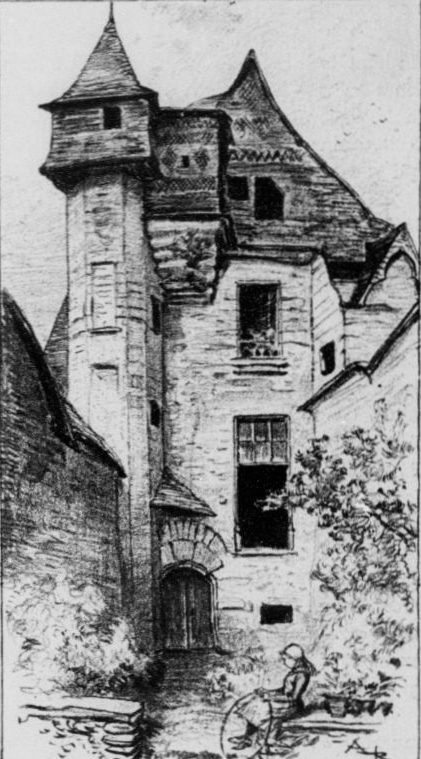
Vitré: maison rue d'En-Bas vers 1900
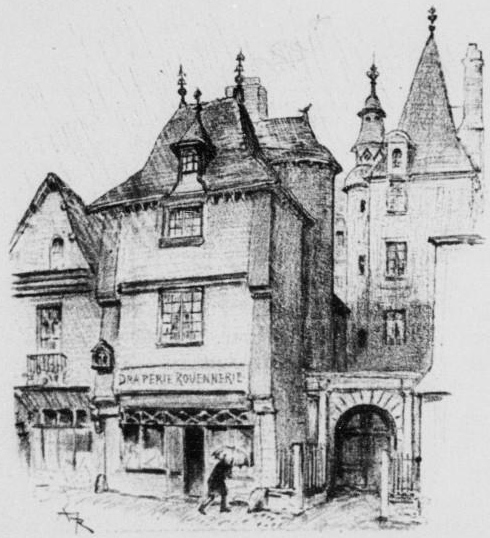
Vitré : la place du Marchix vers 1900

En 1902 une épidémie de fièvre typhoïde survint à Vitré : on dénombra 91 malades et 6 décès dans les rangs du seul 70e régiment d'infanterie, qui subit environ la moitié des atteintes totales.

### La Première Guerre mondiale
Le 70e régiment d'infanterie, basé à Vitré depuis 1867, pendant la Première Guerre mondiale, participa dès août 1914 à la bataille de Charleroi, notamment aux combats d'Arsimont, et à la Bataille de Guise et, les années suivantes, à de nombreux autres combats, notamment en 1916 à la bataille de Verdun ; en avril 1917, après avoir défendu le mont Blond, il passe à l'assaut et parvient à s'emparer de la ligne de crête, capturant des centaines de prisonniers. Son régiment de réserve, le 270e régiment d'infanterie, participa notamment à la Bataille de l'Artois en 1915, à la bataille de Verdun en 1916.
Le 70e régiment d'infanterie, basé à Vitré, a compté 2 205 morts bretons pendant la Première Guerre mondiale ; son régiment de réserve, le 270e régiment d'infanterie, en a compté 559 et le 76e régiment d'infanterie territoriale, basé aussi pour partie à Vitré, 202.
Le monument aux morts de Vitré porte les noms de 315 soldats morts pour la France pendant la Première Guerre mondiale. Plusieurs ont été décorés comme Amand Drouelle, Maurice d'Arras et Édouard Rubin. Trente-trois d'entre eux sont décédés sur le sol belge, la plupart pendant la Course à la mer ; cinq (Auguste Cognard, François Gaigne, Victor Gérard, Léon Tesson et Pierre Thomassain) dans les Balkans car ils étaient membres de l'Armée française d'Orient ; trois (François Donval, Jean Hautbois et Louis Genouel) sont décédés alors qu'ils étaient prisonniers en Allemagne ; la plupart des autres sont décédés sur le sol français.

### L'Entre-deux-guerres
La ville se développe peu et reste une petite ville de marché au sein d’une région agricole ; elle perd son statut de sous-préfecture en 1926. Cette situation perdure jusqu'à la fin de la Seconde Guerre mondiale. L’on retrouve quelques quartiers de la première moitié du XXe siècle, principalement à la périphérie immédiate de la ville close et au sud de la voie ferrée avec de belles demeures. Certaines d’entre elles s’apparentent aux très belles villas de la ville de Dinard. Vitré n’a pas subi de destructions massives pendant les deux guerres mondiales, et a conservé son patrimoine historique. À la différence de Fougères qui a subi un terrible bombardement en juin 1944, détruisant une bonne partie de son héritage historique. Seuls quelques percements de boulevards ont eu lieu durant cette période comme le percement du Boulevard Saint-Martin en 1937, entre la gare et l’église Saint-Martin construite en 1868. Une fois la guerre finie, Vitré ne sera pas exempte de la période de prospérité économique qu’a connu la France et l’ensemble des pays capitalistes.

### La Seconde guerre mondiale
Le 270e régiment d'infanterie, reformé en 1939, participa à la Bataille de France en mai et juin 1940 dans les régions de l'Yser et de Dunkerque.
Le monument aux morts de Vitré porte les noms de 47 personnes mortes pour la France pendant la Seconde Guerre mondiale.
Sept membres de familles juives (Albert et Philippe Garzuel, Sarah Santer (épouse Garsuel), Hélène, Maria, Samuel et Santer Zylbermine) qui habitaient Vitré ont été déportés et sont morts au camp de concentration d'Auschwitz-Birkenau.
Le 29 avril 1944 des résistants FTP, dirigés par Louis Pétri, attaquèrent la prison de Vitré, libérèrent une cinquantaine de prisonniers politiques qui s'y trouvaient détenus (ils ne libérèrent pas les détenus de droit commun) et tuèrent un collaborateur notoire, Messenich, qui s'y trouvait.

### L'après-Seconde Guerre mondiale
C’est surtout à partir des années 1950 que la ville s’est considérablement développée et étendue. Durant « les Trente Glorieuses », Vitré a connu un afflux de population grâce notamment au phénomène d’exode rural massif. De fait, les communes rurales périphériques ont très peu augmenté leur population.
Vitré a gagné près de 3 000 habitants en 20 ans, passant de 9 611 habitants en 1954 à 12 322 en 1975, soit une croissance de 28 % !
De vastes lotissements se sont donc développés le long des axes structurants dans les quartiers ouest, est, nord et surtout sud de la ville. Les logements construits sont principalement de type individuel. Cependant, on peut noter d’importantes opérations d’habitat collectif comme le Quartier « Maison Rouge » de type « cité » mais constitué de petits immeubles de 4 à 6 étages construits en 1965 à la place de baraquements de réfugiés.
D’autres programmes collectifs sont dispersés dans le tissu urbain comme Rue de Strasbourg en 1954 ou encore Rue du 70e RI dans les années 1960.
Dans les zones périphériques se trouvent de grandes entreprises agro-alimentaire, textile, de chaussures ou encore de la chimie fine de plus de 100 salariés et aussi de grands hypermarchés. À l’heure actuelle, les zones industrielles et commerciales continuent de se développer essentiellement au sud et à l’est, mais aussi dans la campagne. Dans les années 1970, l’arrivée de la 4 voies passant à 7 km au sud a accéléré la prospérité économique de la ville en attirant de nombreuses industries. Le taux de chômage est très faible par rapport à la moyenne régionale et encore plus au niveau national. Cet essor économique cache une grande proportion d'emplois dans l'industrie de l'ordre de 40 % avec de nombreux emplois précaires. D'autant plus que le bassin économique vitréen souffre de plus en plus de la délocalisation d'entreprises à l'étranger.
Vitré obtient en 1999 le label ville d'Art et d'Histoire du fait de son très riche patrimoine.
Entre 1999 et 2006, la population s'est encore accrue de plus de 17 % ; ce qui amène le nombre d'habitants à plus de 18 000, reflétant le dynamisme démographique que connaît la ville depuis la fin de la Seconde Guerre mondiale. 
Le domaine s'étend toujours sous forme de quartiers pavillonnaires et de zones d'activités en périphérie. Dans le centre-ville, il y a un certain renouvellement urbain sous forme de petits collectifs qui se fondent très bien dans les quartiers anciens.

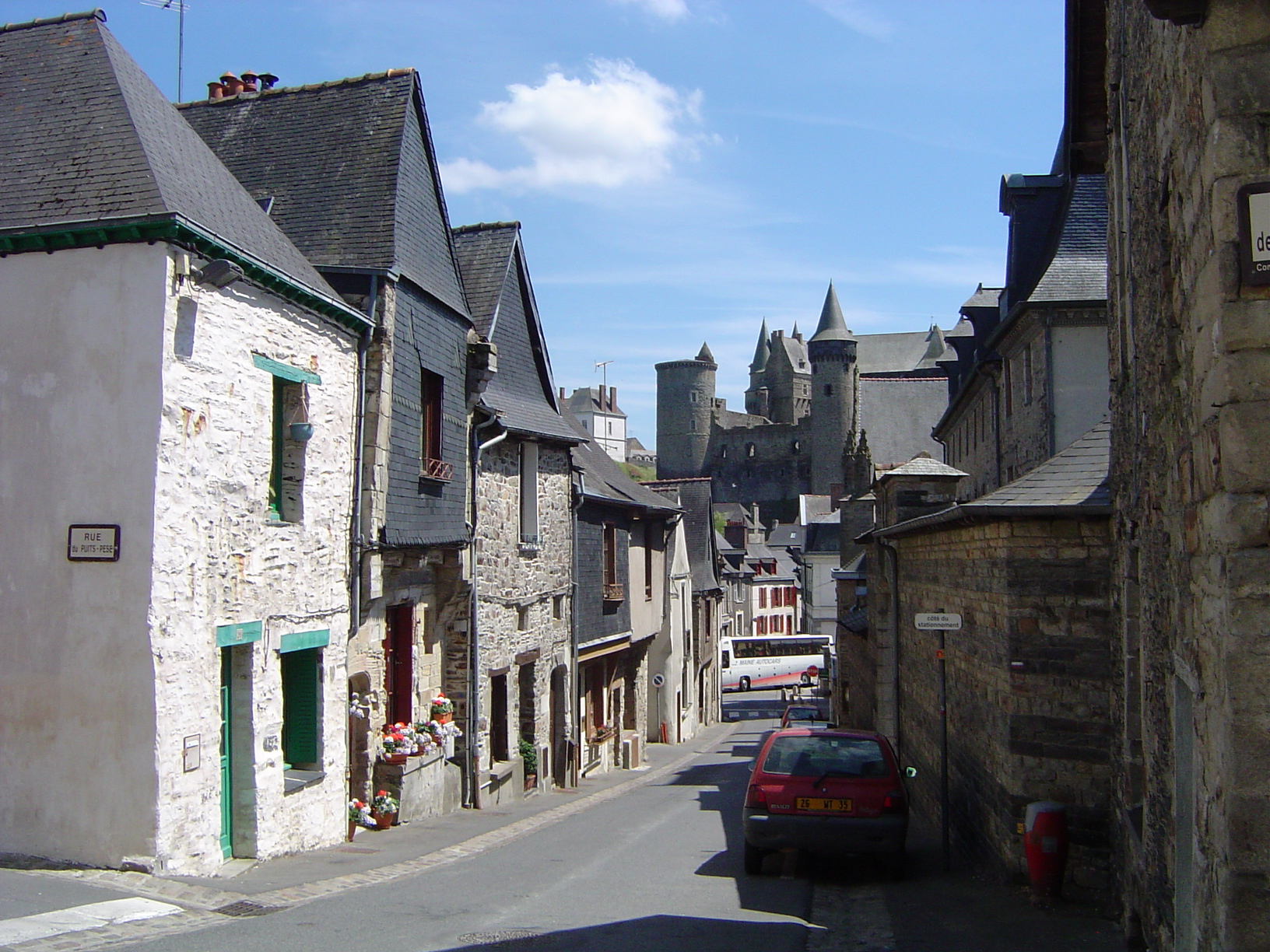
Faubourg du Rachapt et Château de Vitré au fond
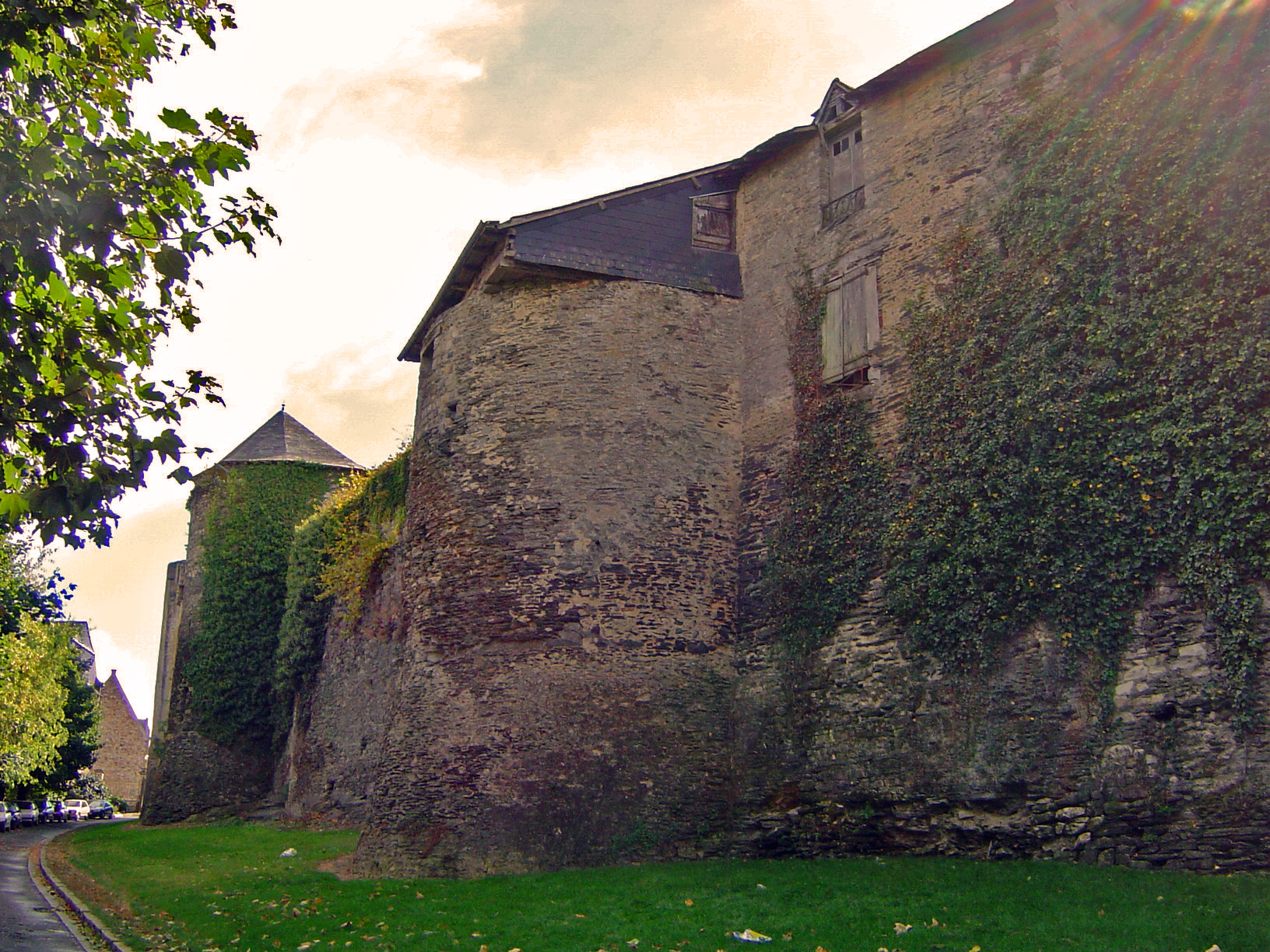
Les remparts Est de Vitré sur la Promenade du Val
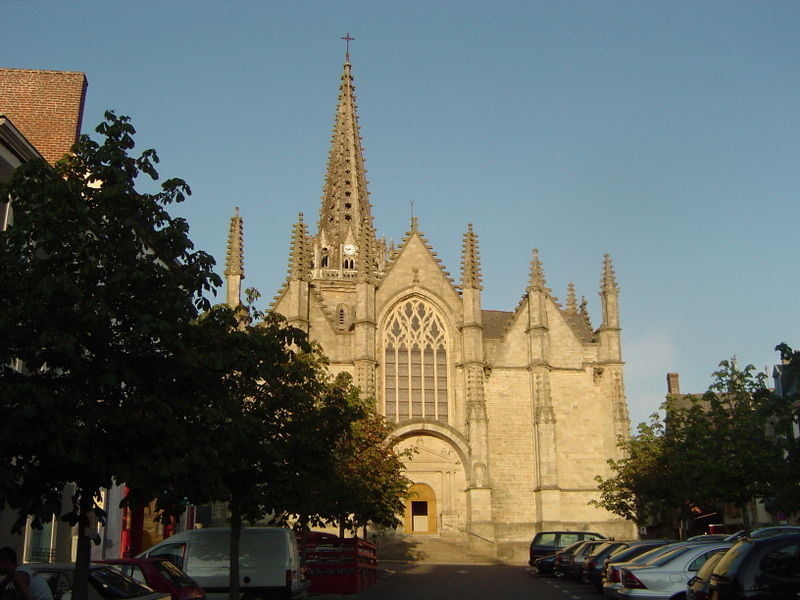
L'église Notre-Dame
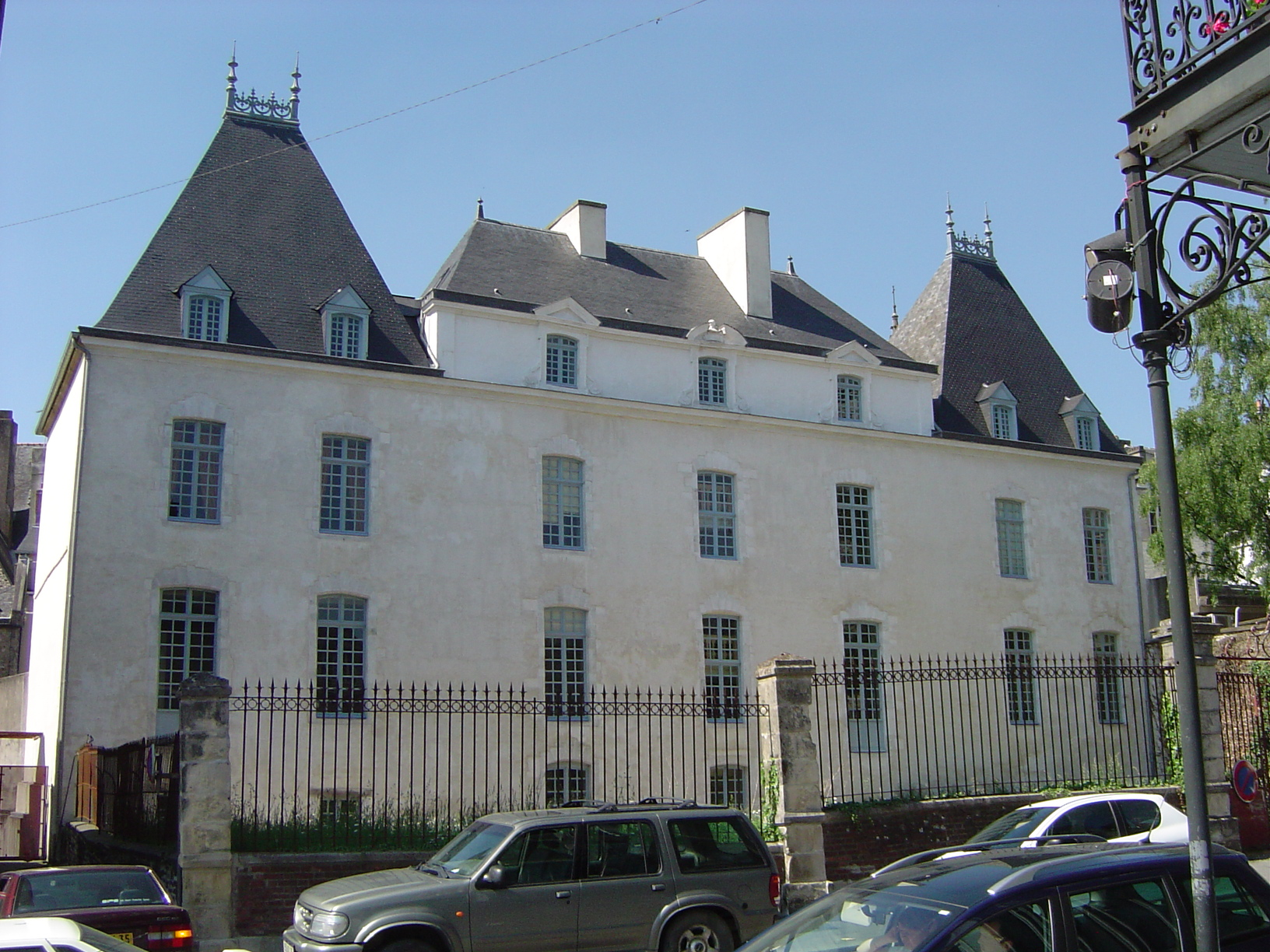
Hôtel Sévigné
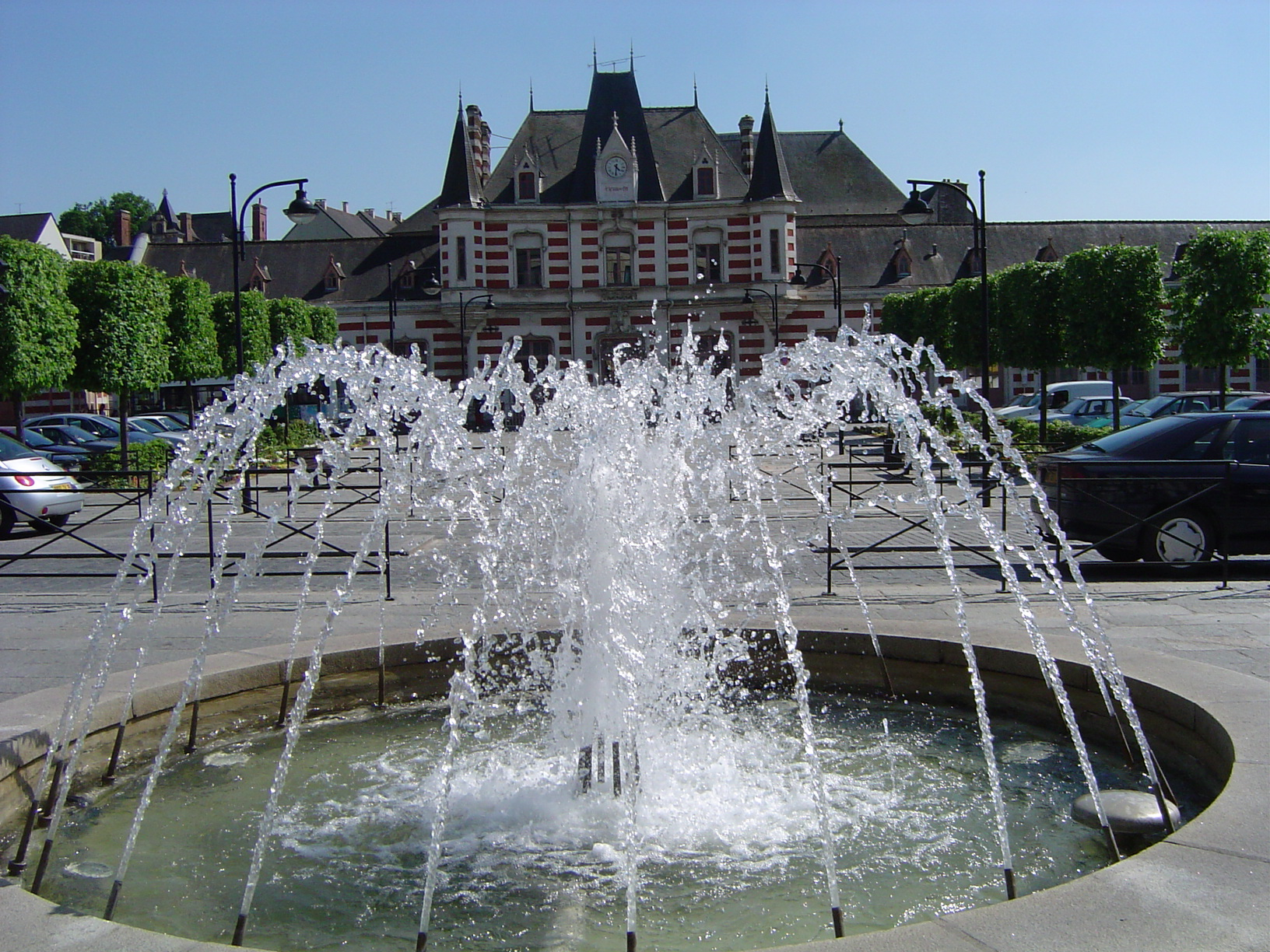
La Gare de Vitré (1855)
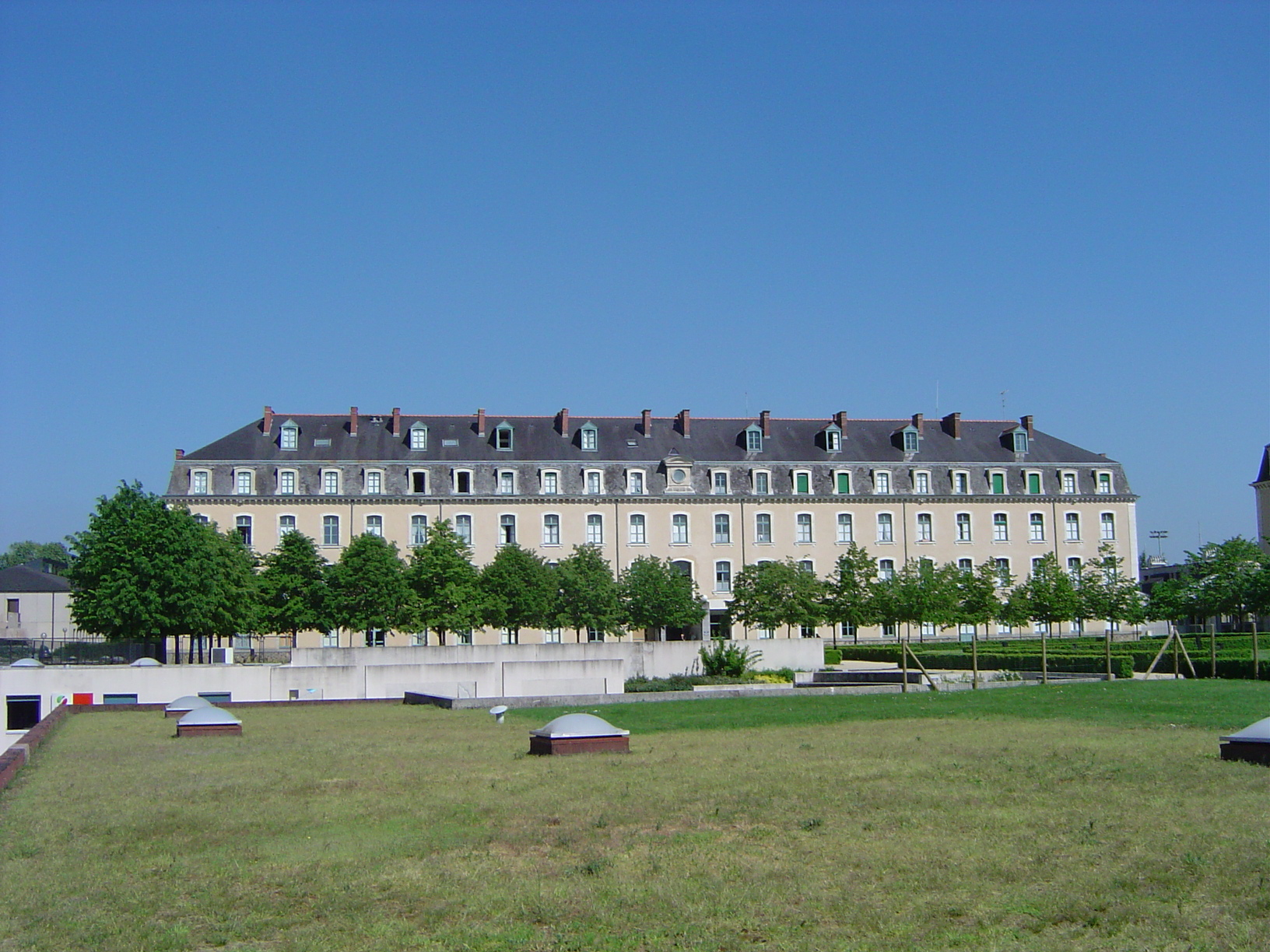
Aile Ouest de l'ancienne caserne du 70e Régiment d'Infanterie (1877)
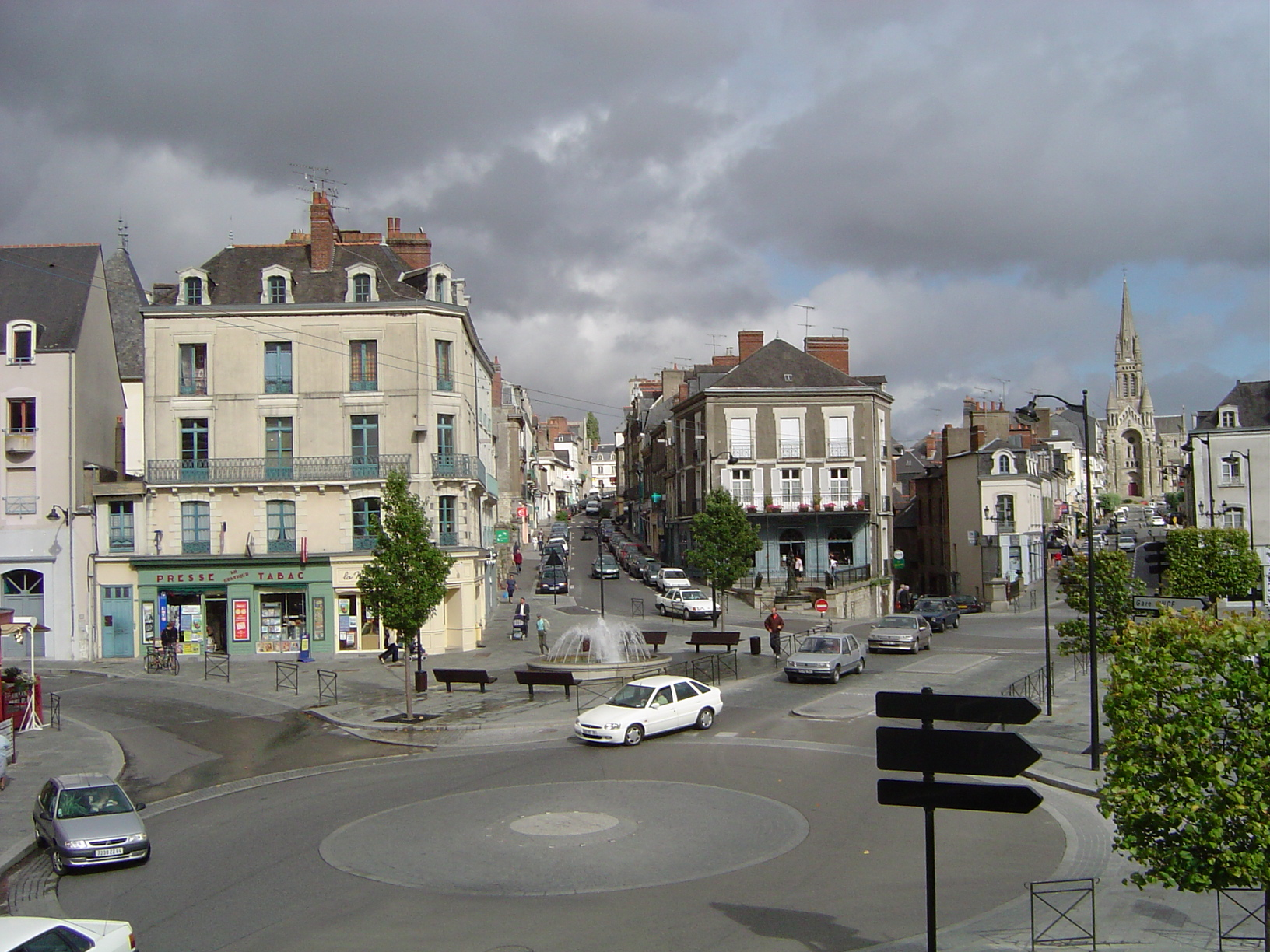
Le quartier de la Gare
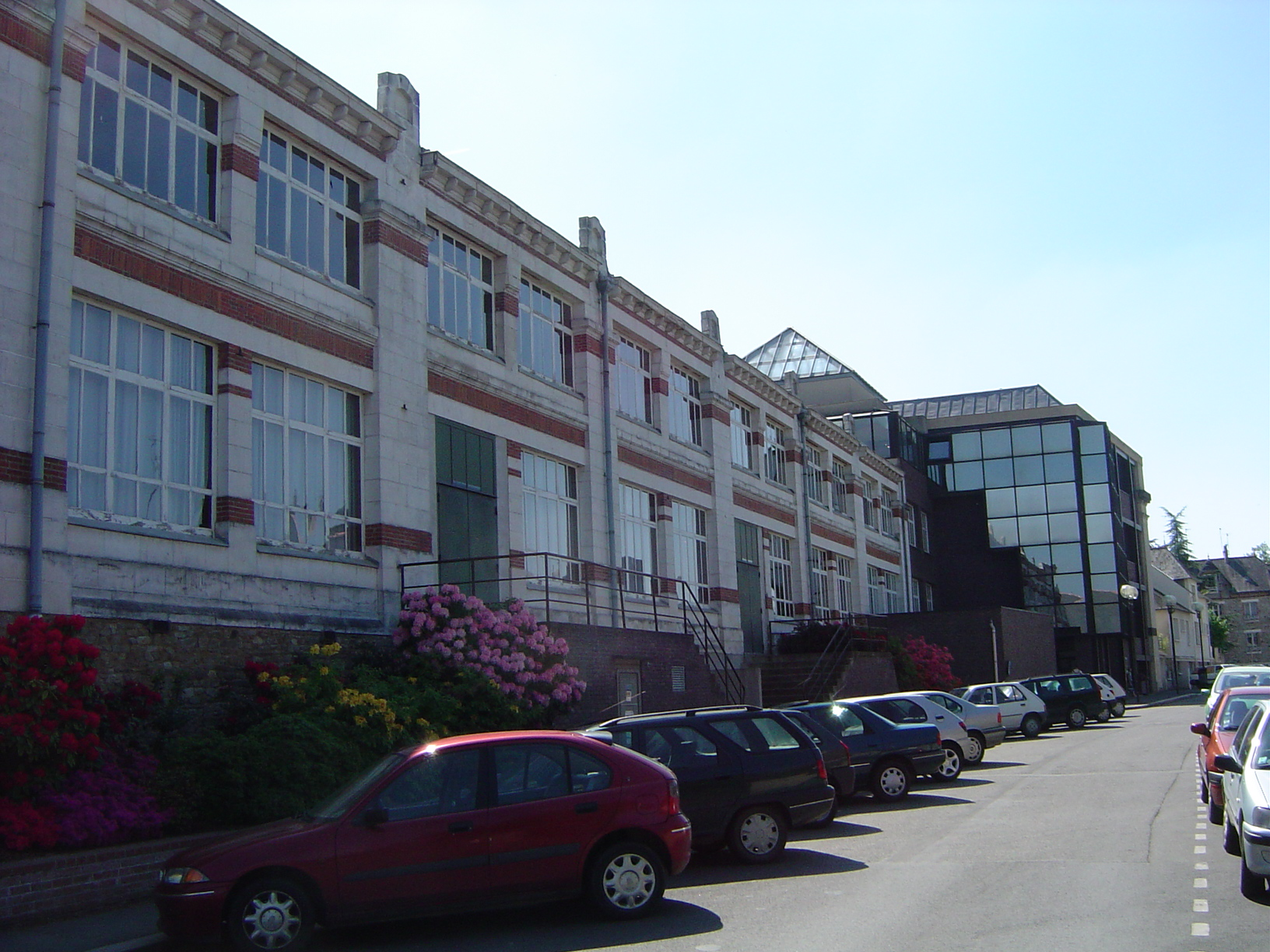
Le centre culturel Jacques Duhamel